# Santiago de Cassurrães e Póvoa de Cervães
Santiago de Cassurrães e Póvoa de Cervães (llamada oficialmente União das Freguesias de Santiago de Cassurrães e Póvoa de Cervães) es una freguesia portuguesa del municipio de Mangualde, distrito de Viseu.

## Historia
Fue creada el 28 de enero de 2013 en aplicación de una resolución de la Asamblea de la República de Portugal promulgada el 16 de enero de 2013 con la unión de las freguesias de Póvoa de Cervães y Santiago de Cassurrães, pasando su sede a estar situada en la antigua freguesia de Santiago de Cassurrães.

## Demografía
| Gráfica de evolución demográfica de Santiago de Cassurrães e Póvoa de Cervães entre 2011 y 2021 |
|                                                                                                 |
| Datos según el nomenclátor publicado por el INE portugués.                                      |